# Nesticus iriei
Nesticus iriei är en spindelart som beskrevs av Takeo Yaginuma 1979. Nesticus iriei ingår i släktet Nesticus och familjen grottspindlar. Inga underarter finns listade i Catalogue of Life.